# 소양로 마애비군
소양로 마애비군은 강원특별자치도 춘천시 소양로1가에 있다. 2017년 9월 1일 춘천시의 향토문화유산 제2017-2호로 지정되었다.

## 개요
소양로 마애비군은 소양로1가 1-32번지 일원의 사면 암벽에 양각해 놓은 형태의 마애비 4기로, 마애비(磨崖碑)는 석벽에 글자나 그림을 새겨 넣은 비석을 말한다. 2기는 비문이 남아 있어 판독이 가능하나, 2기는 마모가 심하여 주인공을 파악할 수 없다. 판독이 불가능한 마애비 2기는 옛 소양정 터 추정지역 바로 밑 암벽에 새겨져 있으며, 가첨석이 있는 비석의 양식을 하고 있다. 판독이 가능한 마애비 2기는 앞의 마애비에서 소양1교 쪽으로 약 10m 떨어진 지점에 위치하며, 관찰사 이시수와 부사 김낙수에 대한 영세불망비이다. 선정비가 마애비의 형태인 것은 강원도에서도 그 사례가 많지는 않아서 가치가 있다.